# Green Day
Green Day [gɹiːn deɪ] ist eine US-amerikanische Rockband, mit der Anfang der 1990er Jahre das Punk-Revival begann. Ihr 1994 erschienenes drittes Studioalbum Dookie brachte der Band den internationalen Durchbruch und verkaufte sich allein in den USA mehr als 10 Millionen Mal. Auch die Alben American Idiot (2004) und 21st Century Breakdown (2009) erreichten weltweit hohe Chartpositionen. Insgesamt haben sie über 85 Millionen Tonträger verkauft (Stand 2024) und gehören damit zu den kommerziell erfolgreichsten Bands. Seit 2015 sind Green Day außerdem Mitglied der Rock and Roll Hall of Fame.

## Werdegang

### 1987–1993: Gründung und erste Veröffentlichungen
Im Jahr 1987 gründeten die damals 15-jährigen Schulfreunde Billie Joe Armstrong und Mike Dirnt die Punk-Band Sweet Children. Später stieß der Schlagzeuger Al Sobrante dazu, der dank der Erfahrungen mit seiner vorherigen Band Isocracy Auftritte für Sweet Children organisierte. So erlangte Sweet Children erste Popularität in der Punkszene von Berkeley, Kalifornien. Als die Band ein Konzert zusammen mit The Lookouts spielte, war deren Gründer Larry Livermore begeistert und holte die Band zu seinem Label Lookout! Records. Bevor dort 1989 die EP 1,000 Hours erschien, benannte sich die Band in Green Day um. Der Name leitet sich von einem kalifornischen Slang-Begriff für einen Tag (Day) voller Langeweile ab, den man mit dem Rauchen von Marihuana (Green, deutsch Gras) totzuschlagen versucht. 1990 folgten das Album 39/Smooth und die EP Slappy. Diese drei Veröffentlichungen wurden 1991 in der Kompilation 1,039/Smoothed Out Slappy Hours zusammengefasst.
Al Sobrante verließ die Band 1990, um sich dem College und seiner Tochter zu widmen, sein Nachfolger wurde Tré Cool, der bereits Schlagzeuger bei den Lookouts war.
1992 veröffentlichte Green Day ihr zweites Album Kerplunk!, auf dem sich als Bonustracks auch vier Songs aus der Sweet Children-Ära befinden. In dem Song Dominated Love Slave, der von Tré Cool geschrieben wurde, spielt Tré Cool Gitarre und Billie Joe Armstrong Schlagzeug. Das Album war in Independent-Kreisen ein großer Erfolg. Dies machte das Major-Label Warner auf die Gruppe aufmerksam, und dessen Sublabel Reprise Records nahm Green Day unter Vertrag.

### 1994–2002:Dookieund Mainstream-Durchbruch

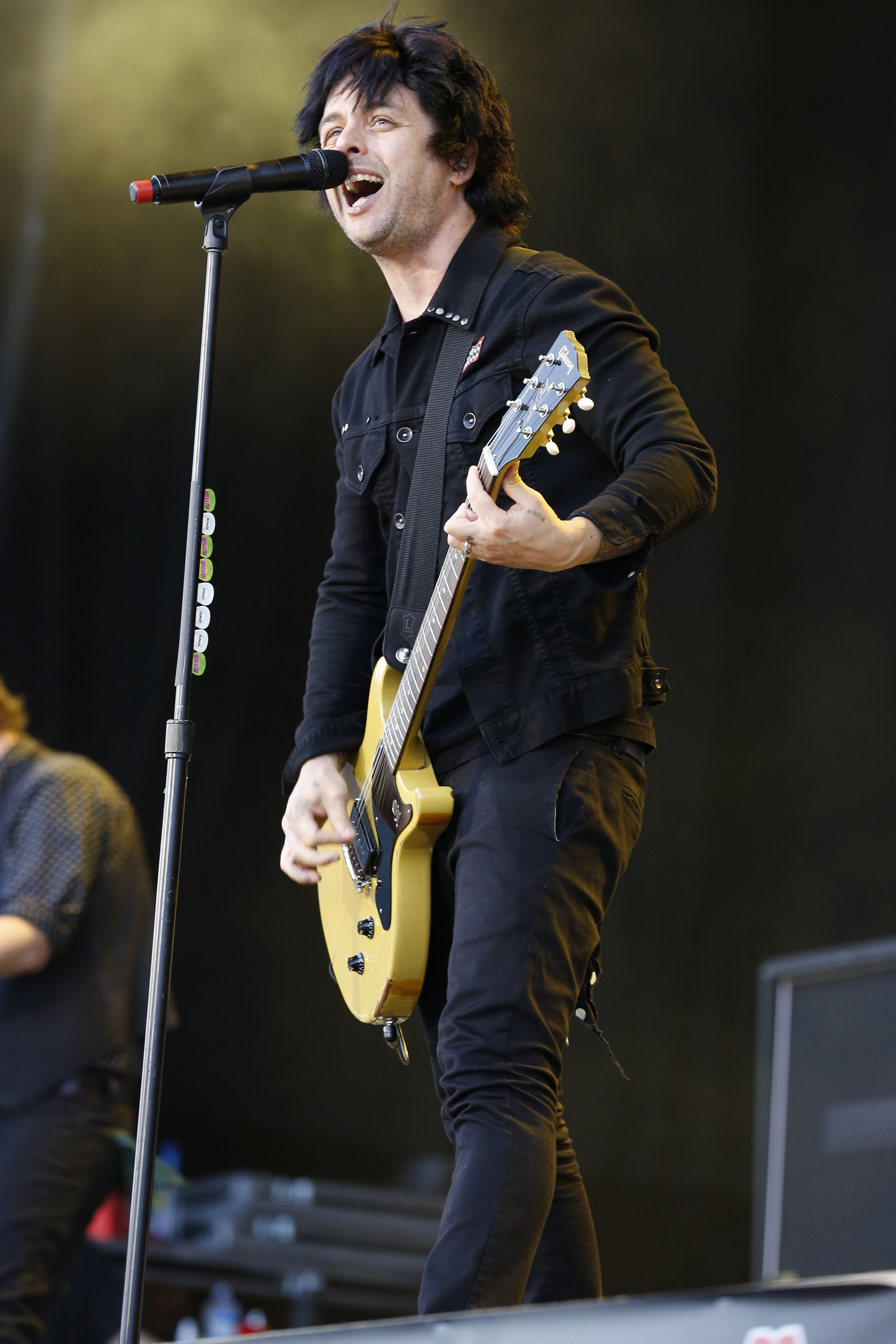
Billie Joe Armstrong (2013)

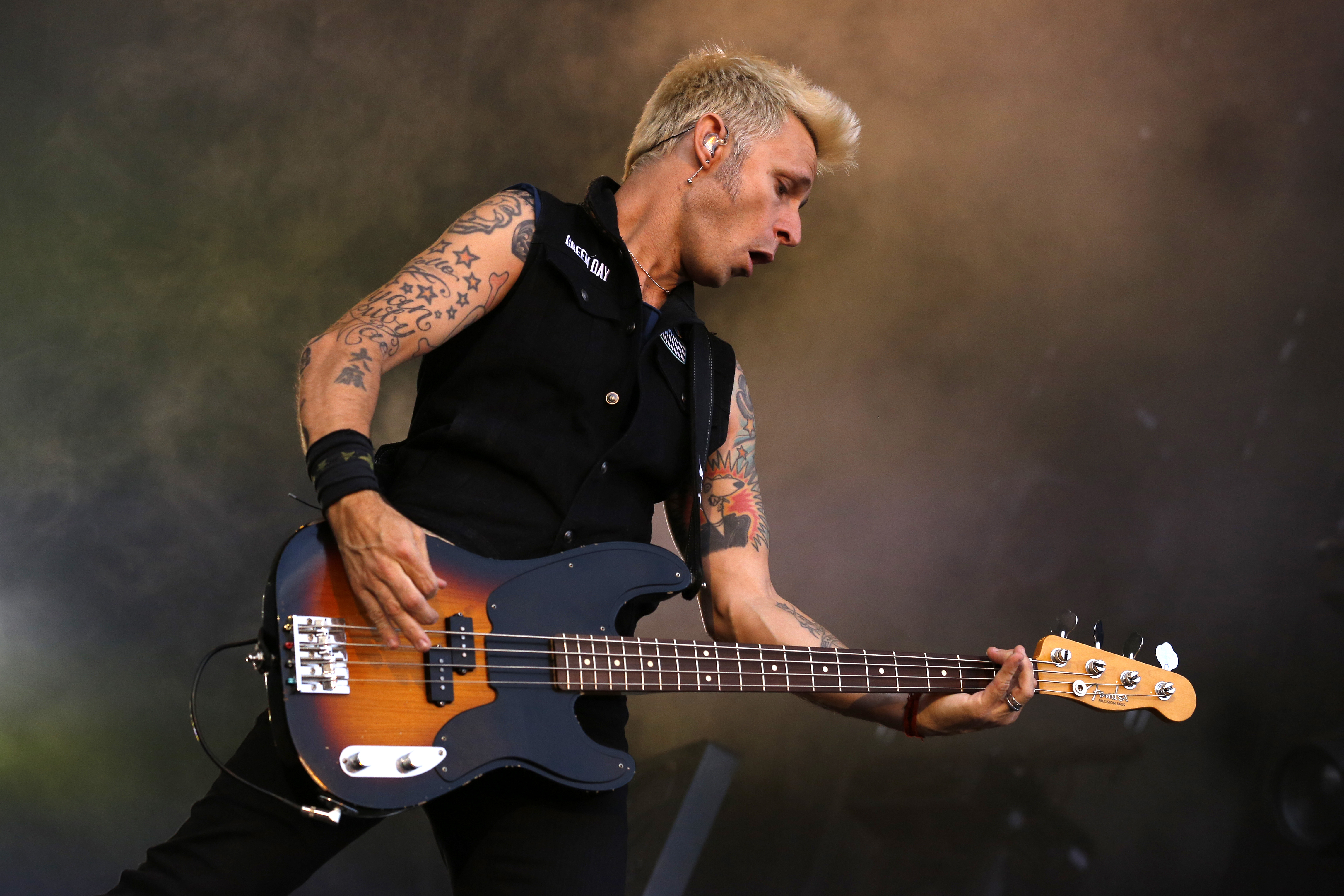
Mike Dirnt bei Rock im Park 2013

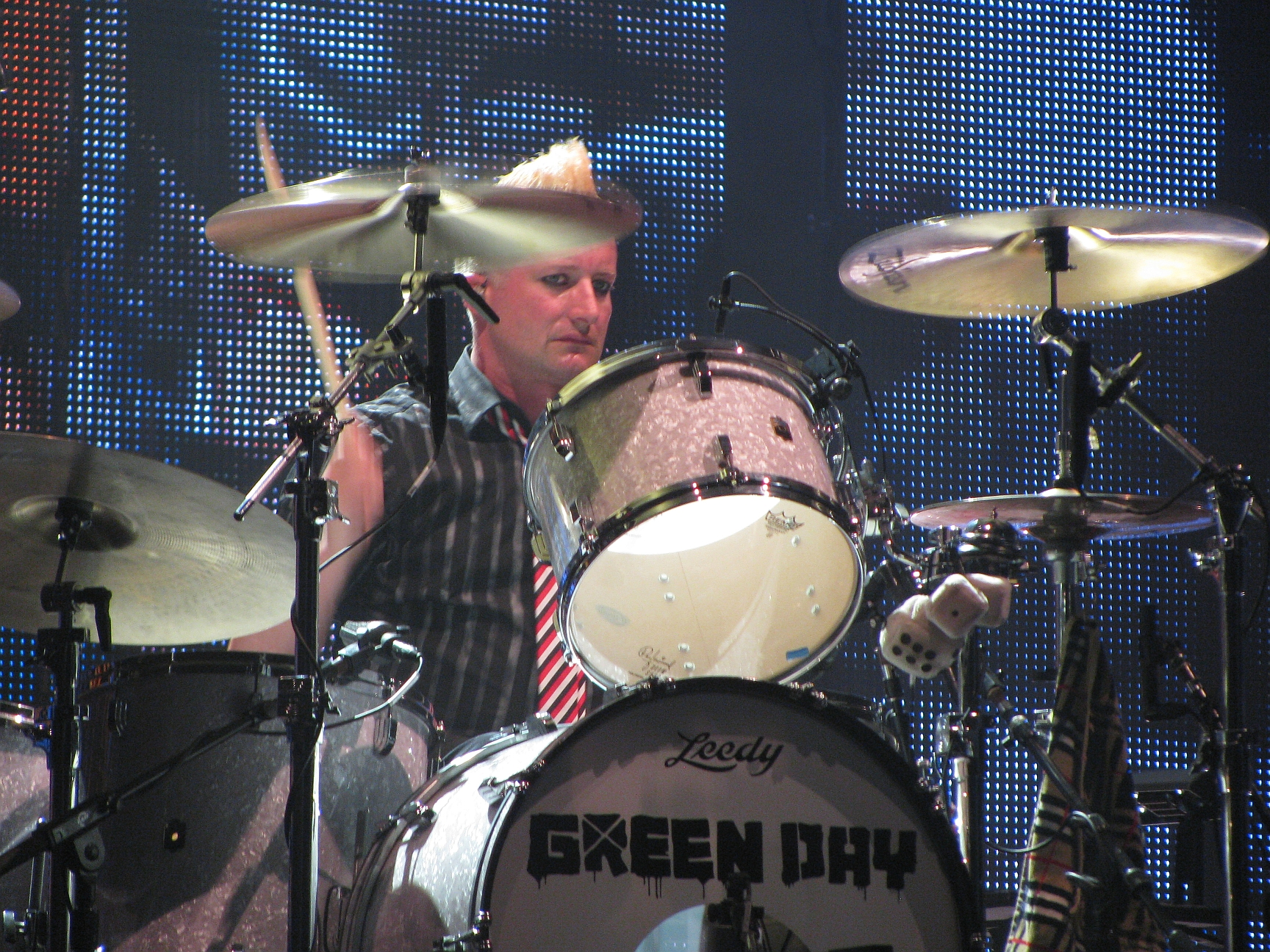
Tré Cool (2010)

1994 erschien ihr drittes Album Dookie. Es trug entscheidend dazu bei, das Punk-Revival einzuläuten und in den Mainstream zu bugsieren. Das Album hatte weltweit großen Erfolg, verkaufte sich über elf Millionen Mal und erreichte Diamant-Status in den USA. Die ausgekoppelten Singles Basket Case und When I Come Around waren sehr erfolgreich. Weitere Singles sind Welcome to Paradise, Longview und She. Das Video zu Longview wurde in der alten Wohnung von Armstrong und Dirnt gedreht. Mit Dookie begann die bis zu American Idiot (2004) andauernde Zusammenarbeit der Band mit dem Produzenten Rob Cavallo.
1995 war die Band drei Mal für den Grammy nominiert, gewann letztlich aber „nur“ einen für „Best Alternative Music Album“. Außerdem war das Video zu Basket Case für neun MTV Video Music Awards nominiert, inklusive „Video of the Year“. Im selben Jahr trat die Band auch auf dem Festival Woodstock II auf.
Das 1995 erschienene Nachfolgealbum Insomniac verkaufte sich aufgrund der Bekanntheit der Band relativ gut und erreichte in den USA Doppel-Platin-Status, konnte jedoch nicht an den Erfolg von Dookie anknüpfen. Single-Auskopplungen waren Stuck with Me, Geek Stink Breath, Brain Stew/Jaded und Walking Contradiction. Das Video zu Walking Contradiction brachte der Band eine Nominierung bei den MTV Video Music Awards für „Best Special Effects“ und für den Grammy ein.
Ihr fünftes Album Nimrod, das 1997 erschien, erreichte ebenfalls Doppel-Platin-Status. Das Album ist stilistisch vielfältig, unter anderem wurde eine akustische Gitarre eingesetzt. Es wurden die Singles Redundant, Hitchin’ a Ride, Nice Guys Finish Last und Good Riddance (Time of Your Life) ausgekoppelt. Good Riddance (Time of Your Life), eine Gitarren-Ballade, wird auch heute noch unter anderem auf Hochzeiten und Beerdigungen in Amerika gespielt. Das Video zu der Single gewann einen MTV Video Music Award für „Best Alternative Video“.
2000 erschien Warning, mit welchem es zum Stilwechsel der Band kam. So wandte sie sich vom Punk ab und zum Rock-Bereich hin. Single-Auskopplungen waren Minority, Warning, Waiting und Macy’s Day Parade.
Bei den California Music Awards 2001 gewannen Green Day in allen acht Kategorien, in denen sie nominiert waren.
Nach Warning kam es zu einem Bruch bei Green Day, da keines der Bandmitglieder mit den Leistungen der anderen zufrieden war. Armstrong entwickelte eine Schreibblockade aufgrund der Angst, Dirnt und Cool würden seine Songs nur kritisieren und ablehnen, während die anderen beiden sich nicht als gleichberechtigte Mitglieder der Band anerkannt fühlten. Um die drohende Auflösung der Band abzuwenden, stellten sie sich einer Therapie, in der sie sich gegenseitig ihre Ängste und Gefühle offenbarten. „Zu erkennen, dass wir füreinander da sind, war eine große Sache“, meinte Cool. Die Band fand wieder zusammen und begann mit der Arbeit an neuem Material.
In der Zwischenzeit erschien ein Best-of-Album (International Superhits!, 2001) und eine B-Seiten-Kompilation (Shenanigans, 2002). Wobei Shenanigans für einen Grammy für Espionage nominiert wurde.

### 2003–2008:American Idiot
Nachdem Green Day bereits 20 Lieder unter dem Arbeitstitel Cigarettes and Valentines aufgenommen hatten, wurden die Master Tapes aus dem Studio gestohlen. Anstatt das Album neu aufzunehmen, entschloss sich die Band dazu, nochmal ganz von vorn anzufangen. Später bezeichnete Armstrong den Vorfall als „Glück im Unglück“, da das Material zwar gut, aber nicht „Maximum Green Day“ gewesen war. Das Resultat des Neubeginns, American Idiot, stieg 2004 direkt von null auf eins in die US-amerikanischen Albumcharts ein und wurde international ein großer Erfolg. American Idiot ist eine Rockoper (ähnlich wie The Whos Quadrophenia), deren Geschichte als Musical adaptiert wurde und am 15. September 2009 im Berkeley Repertory Theatre Premiere feierte. Single-Auskopplungen waren American Idiot, Holiday, Boulevard of Broken Dreams, Wake Me Up When September Ends und Jesus of Suburbia.
Green Day wurden bei den MTV Video Music Awards 2005 in acht Kategorien nominiert und gewannen sieben der Preise, unter anderem den Award für das Video des Jahres, das beste Video männlicher Musikstars und das beste Rockvideo. Am 5. Februar 2005 traten Green Day bei den MTV Europe Music Awards 2005 auf, bei denen sie sogleich zwei Awards für das beste Album und für die beste Rockband gewinnen konnten.
In den Kategorien „Best Live Band“ und „Best Band on the Planet“ wählten die Leser von Kerrang und Kerrang.com Green Day auf Platz eins.
2005 veröffentlichten Green Day ihre zweite DVD nach International Supervideos, Bullet in a Bible. Sie zeigt das größte Konzert, das Green Day je gespielt haben. Es fand an zwei aufeinander folgenden Tagen in Milton Keynes, Großbritannien vor insgesamt 130.000 Zuschauern statt. Die DVD zeigt des Weiteren Einblicke ins Tourleben sowie einige Interview-Parts. Das komplette Live-Material ist zusätzlich als Audio-CD beigelegt.

### 2009–2011:21st Century Breakdown

Schriftzug bei 21st Century Breakdown

Fünf Jahre dauerte es, bis Green Day mit 21st Century Breakdown ein Nachfolgealbum zu American Idiot präsentierten. Das Album wurde am 15. Mai 2009 veröffentlicht und enthielt 18 Songs, die in drei Akte aufgeteilt waren: Akt I: Heroes and Cons, Akt II: Charlatans and Saints und Akt III: Horseshoes and Handgrenades. In Deutschland landete das Album gleich in der ersten Woche auf Platz eins der Deutschen Album-Charts. Als Singles erschienen Know Your Enemy, 21 Guns, 21st Century Breakdown und Last of the American Girls in Deutschland.
Das Video zu 21 Guns wurde bei den MTV Video Music Awards 2009 als „Best Rock Video“, „Best Direction in a Video“ und „Best Cinematography in a Video“ ausgezeichnet. Bei den MTV Europe Music Awards 2009, wo Green Day auch auftraten, gewannen sie den Preis als „Best Rock Act“. Außerdem erhielten sie 2009 den American Music Award als „Favourite Alternative Rock Artist“ und wurden bei den Grammy Awards 2010 für das Album 21st Century Breakdown mit einem Grammy in der Kategorie „Best Rock Album“ ausgezeichnet. Die Band spielte bei der Verleihung gemeinsam mit den Darstellern des Broadway-Musicals American Idiot ihren Song 21 Guns.
Von Juli 2009 bis Oktober 2010 befanden sich Green Day auf der 21st Century Breakdown World Tour und gaben über 130 Konzerte. Aus den beiden Auftritten in der Saitama Super Arena in der japanischen Stadt Saitama, am 23. und 24. Januar 2010 ging die Live-DVD/Blu-ray Awesome as Fuck hervor, die in Deutschland am 18. März 2011 erschien. Die der DVD beiliegende CD enthält Mitschnitte von verschiedenen Konzerten der Welttournee.
Am 10. Juni 2010 erschien das Konsolenspiel Green Day: Rock Band von Electronic Arts für drei verschiedene Konsolen. Der Spieler hat hier die Möglichkeit die drei Alben Dookie, American Idiot und 21st Century Breakdown durchzuspielen, wobei bei Letzterem zur Vervollständigung einige Spielinhalte heruntergeladen werden müssen. Die Bandmitglieder sind als spielbare Charaktere enthalten.
Universal Studios und Playtone, die Produktionsfirma von Tom Hanks, sicherte sich die Rechte an einer Filmumsetzung des American-Idiot-Musicals. Im Oktober 2016 wurde bekannt, dass HBO zusammen mit Playtone an dem Film arbeitet. Michael Mayer, der Regisseur des Musicals soll auch bei der Verfilmung Regie führen. Das Drehbuch stammt von Dustin Lance Black. Billie Joe Armstrong soll die Hauptrolle spielen.
Am 11. August 2011 spielten Green Day in der Tiki Bar in Costa Mesa, Kalifornien 16 neue Lieder. Unklar blieb, ob diese schon zu einem neuen Album gehören.

### 2012–2015:Uno,Dos,Tréund Rock and Roll Hall of Fame
Im Februar 2012 begannen Green Day, an ihrem neunten Studioalbum zu arbeiten. Zwei Monate später erklärte die Band, dass sie statt eines Einzelalbums eine Albumtrilogie bestehend aus den Alben Uno, Dos und Tré veröffentlichen wird. Nachdem 21st Century Breakdown gemeinsam mit Butch Vig produziert wurde, engagierten Green Day für die neuen Alben wieder Rob Cavallo, mit dem sie schon seit Dookie (1994) zusammenarbeiteten. Die Alben erhielten gemischte Kritiken. Daraufhin folgte die 99 Revolutions Tour in Europa und Nordamerika.
Am 19. April 2014 veröffentlichte Green Day das Album Demolicious. Die Kompilation enthält Demoaufnahmen von Liedern aus den Alben Uno, Dos und Tré sowie eine Akustik-Version des Songs Stay the Night und den bis dahin unveröffentlichten Song State of Shock.
Nach über einem Jahr spielte Green Day wieder ein Konzert am 16. April 2015. Am 18. April wurde Green Day in die Rock and Roll Hall of Fame aufgenommen. Ende 2014 wurde bekannt, dass Jason White an Mandel-Krebs erkrankt ist.
Am 24. Dezember 2015 veröffentlichte Green Day den Song Xmas Time of the Year. Daraufhin kündigten sie an, dass an einem neuen Album gearbeitet wird.

### 2016–2023:Revolution RadioundFather of All Motherfuckers

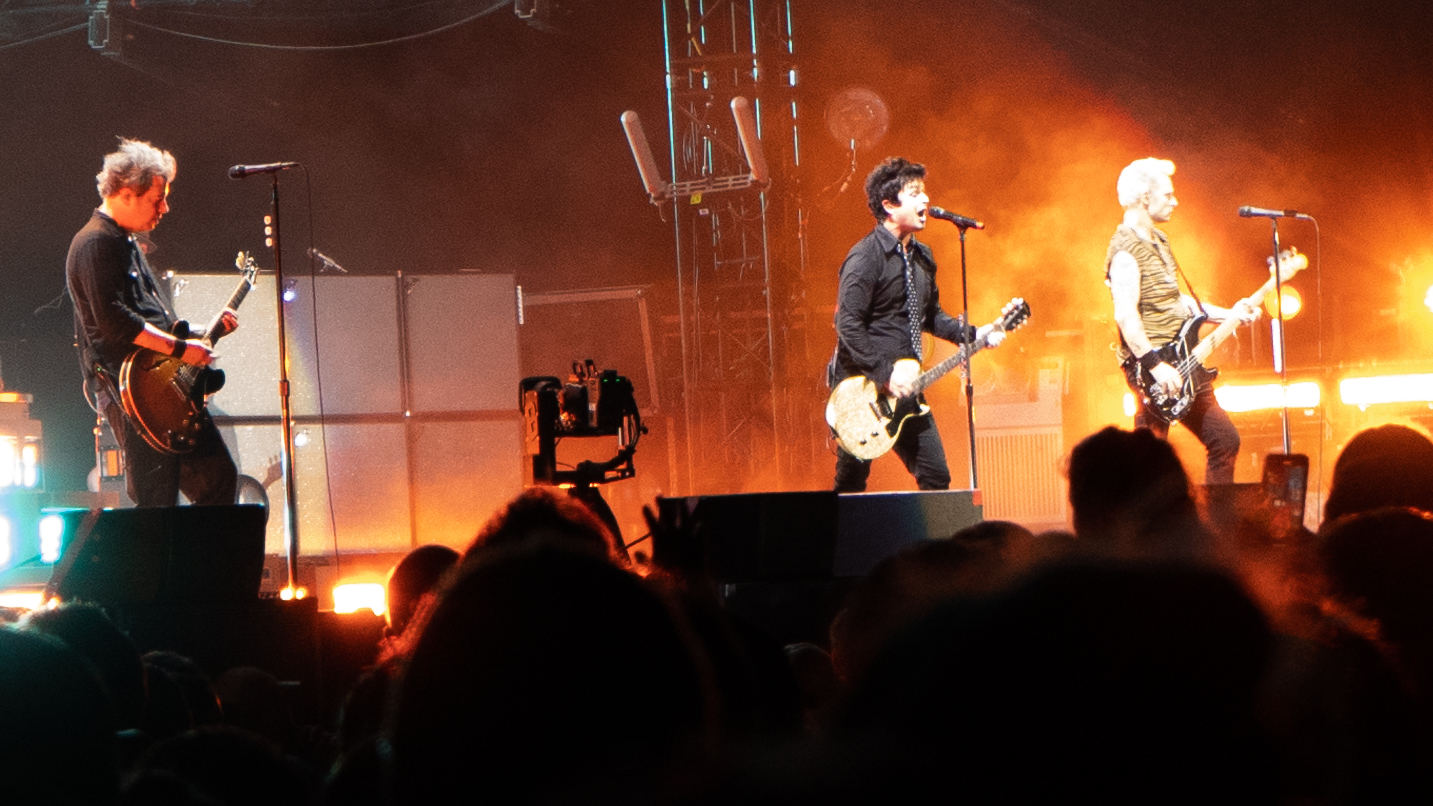
Green Day (2021). V. l. n. r.: Touring-Mitglied Jason White, Billie Joe Armstrong und Mike Dirnt

Am 11. August 2016 veröffentlichte Green Day die erste Single Bang Bang des Albums Revolution Radio. Die Single erhielt positive Resonanzen. Daraufhin folgte die Veröffentlichung des Songs Revolution Radio und wenig später Still Breathing. Am 7. Oktober erschien Revolution Radio, welches positive Kritiken erhielt.
Anfang September 2016 gab Green Day bekannt, dass die Revolution Radio Tour geplant sei. Green Day spielt in Nordamerika, Europa, Australien und Neuseeland. Außerdem spielen sie in einigen Festivals, beispielsweise am Nova Rock 2017.
Am 17. November 2017 erschien die Kompilation Greatest Hits: God’s Favorite Band, welche unter anderem zwei neue Songs enthält.
Am 7. Februar 2020 erschien das Album Father of All Motherfuckers, das zehn Songs enthält und eine Spielzeit von 26:16 Minuten hat. Schlagzeuger Tré Cool nannte das Album eine „Spaßplatte“. Mit Graffitia und Father of All Motherfuckers enthalte es aber, so Sänger Billie Joe Armstrong, auch zwei politische Songs. Mit dem Album Father of All Motherfuckers endete außerdem der Künstlervertrag mit Reprise Records.
Im Februar 2021 veröffentlichten Green Day ihre Single Here Comes the Shock. Im Mai folgte die Single Pollyanna und im November 2021 veröffentlichte die Band das Lied Holy Toledo! für die Komödie Mark, Mary & Some Other People.

### Seit 2024:Saviors
Mit Teasern auf ihren Social-Media-Kanälen deuteten Green Day die Arbeit an einem neuen Album mit dem Arbeitstitel 1972 an. Der Titel spielte auf das Geburtsjahr der drei Bandmitglieder an, die 2022 ihren 50. Geburtstag feierten. Die kurzen Teaservideos zeigten die Band bei Aufnahmen in einem Studio in London mit dem Produzenten Rob Cavallo, der bereits Dookie und American Idiot produzierte. Das Album wurde in London und Los Angeles aufgenommen und erschien bei Reprise Records. Die erste Single The American Dream Is Killing Me erschien am 24. Oktober 2023 zusammen mit der Ankündigung, dass das neue Album Saviors heißen wird.
Bis zur Veröffentlichung von Saviors am 19. Januar 2024 erschienen drei weitere Singles vorab: Look Ma, No Brains! am 2. November 2023, Dilemma am 4. Dezember 2023 und One Eyed Bastard am 5. Januar 2024. Zusätzlich erschien am Veröffentlichungstag des Albums ein Musikvideo zu Bobby Sox. Am 30. Mai 2024 begann die zugehörige The Saviors Tour, welche ins Jahr 2025 verlängert wurde und bis September 2025 insgesamt 85 Konzerte in Nord- und Südamerika, Afrika, Asien und Europa umfassen soll.
Am 1. Mai 2025 wurde der Band ein Stern auf dem Walk of Fame in Hollywood gewidmet.

## Nebenprojekte
2006 nahmen Green Day gemeinsam mit U2 als Hilfsprojekt nach dem Hurrikan Katrina das Skids-Cover The Saints Are Coming auf. Die Single erreichte Platz sechs in den deutschen Charts. Das Lied wurde außerdem auf der Kompilation U218 Singles veröffentlicht.
Zur 2007 erschienenen Kompilation Instant Karma: The Amnesty International Campaign to Save Darfur, auf welcher diverse Bands und Musiker Lieder von John Lennon interpretierten, steuerten Green Day den Titel Working Class Hero bei.
Green Day hatten einen Gastauftritt in Die Simpsons – Der Film (2007), wo sie das Simpsons-Titelthema von Danny Elfman interpretieren.
Seit Dezember 2007 treten die Mitglieder der Band zusammen mit Jason Freese, Jason White und Kevin Preston als Foxboro Hot Tubs in Erscheinung, die sich am Garage Rock der 1960er-Jahre orientieren. Im April 2008 erschien das Album Stop Drop and Roll!!!, gefolgt von einer kurzen Tour.
Im Jahr 2012 war Green Day Gegenstand einer speziell angepassten Variante des Computerspiels Angry Birds.

## Diskografie
Studioalben

| Jahr | Titel Musiklabel                                  | Höchstplatzierung, Gesamtwochen, AuszeichnungChartplatzierungen (Jahr, Titel, Musiklabel, Platzierungen, Wochen, Auszeichnungen, Anmerkungen) | Höchstplatzierung, Gesamtwochen, AuszeichnungChartplatzierungen (Jahr, Titel, Musiklabel, Platzierungen, Wochen, Auszeichnungen, Anmerkungen) | Höchstplatzierung, Gesamtwochen, AuszeichnungChartplatzierungen (Jahr, Titel, Musiklabel, Platzierungen, Wochen, Auszeichnungen, Anmerkungen) | Höchstplatzierung, Gesamtwochen, AuszeichnungChartplatzierungen (Jahr, Titel, Musiklabel, Platzierungen, Wochen, Auszeichnungen, Anmerkungen) | Höchstplatzierung, Gesamtwochen, AuszeichnungChartplatzierungen (Jahr, Titel, Musiklabel, Platzierungen, Wochen, Auszeichnungen, Anmerkungen) | Höchstplatzierung, Gesamtwochen, AuszeichnungChartplatzierungen (Jahr, Titel, Musiklabel, Platzierungen, Wochen, Auszeichnungen, Anmerkungen) | Anmerkungen                                                     |
| Jahr | Titel Musiklabel                                  | DE | AT | CH | UK | US | Rock | Anmerkungen                                                     |
| ---- | ------------------------------------------------- | --- | --- | --- | --- | --- | --- | --------------------------------------------------------------- |
| 1990 | 39/Smooth Lookout! Records                        | — | — | — | UK— GoldUK | — | — | Erstveröffentlichung: 13. April 1990 Verkäufe: + 100.000        |
| 1992 | Kerplunk! Lookout! Records                        | — | — | — | UK— GoldUK | US— PlatinUS | — | Erstveröffentlichung: 17. Januar 1992 Verkäufe: + 4.000.000     |
| 1994 | Dookie Reprise Records (WMG)                      | DE4 ×3Dreifachgold · (63 Wo.)DE | AT4 Platin · (46 Wo.)AT | CH6 Gold · (40 Wo.)CH | UK13 ×3Dreifachplatin · (114 Wo.)UK | US2 ×2Doppeldiamant · (116 Wo.)US | — | Erstveröffentlichung: 28. Januar 1994 Verkäufe: + 24.075.205    |
| 1995 | Insomniac Reprise Records (WMG)                   | DE12 Gold · (19 Wo.)DE | AT2 Gold · (16 Wo.)AT | CH8 (12 Wo.)CH | UK8 Platin · (12 Wo.)UK | US2 ×2Doppelplatin · (40 Wo.)US | — | Erstveröffentlichung: 10. Oktober 1995 Verkäufe: + 3.151.350    |
| 1997 | Nimrod Reprise Records (WMG)                      | DE31 (5 Wo.)DE | AT28 (4 Wo.)AT | CH33 (3 Wo.)CH | UK11 Platin · (21 Wo.)UK | US10 ×2Doppelplatin · (70 Wo.)US | — | Erstveröffentlichung: 10. Oktober 1997 Verkäufe: + 3.117.500    |
| 2000 | Warning Reprise Records (WMG)                     | DE21 (5 Wo.)DE | AT14 (5 Wo.)AT | CH11 (8 Wo.)CH | UK4 Platin · (21 Wo.)UK | US4 Gold · (25 Wo.)US | — | Erstveröffentlichung: 3. Oktober 2000 Verkäufe: + 1.277.500     |
| 2004 | American Idiot Reprise Records (WMG)              | DE3 ×4Vierfachplatin · (77 Wo.)DE | AT1 ×2Doppelplatin · (101 Wo.)AT | CH1 ×2Doppelplatin · (79 Wo.)CH | UK1 ×8Achtfachplatin · (128 Wo.)UK | US1 ×6Sechsfachplatin · (145 Wo.)US | Rock5 (22 Wo.)Rock | Erstveröffentlichung: 17. September 2004 Verkäufe: + 15.000.000 |
| 2009 | 21st Century Breakdown Reprise Records (WMG)      | DE1 ×3Dreifachgold · (57 Wo.)DE | AT1 Platin · (67 Wo.)AT | CH1 Platin · (27 Wo.)CH | UK1 Platin · (39 Wo.)UK | US1 Platin · (38 Wo.)US | Rock1 (32 Wo.)Rock | Erstveröffentlichung: 15. Mai 2009 Verkäufe: + 2.436.386        |
| 2012 | ¡Uno! Reprise Records (WMG)                       | DE3 Gold · (14 Wo.)DE | AT1 Gold · (13 Wo.)AT | CH4 (9 Wo.)CH | UK2 Gold · (14 Wo.)UK | US2 (16 Wo.)US | Rock2 (16 Wo.)Rock | Erstveröffentlichung: 25. September 2012 Verkäufe: + 380.000    |
| 2012 | ¡Dos! Reprise Records (WMG)                       | DE4 (7 Wo.)DE | AT3 (7 Wo.)AT | CH8 (6 Wo.)CH | UK10 Gold · (11 Wo.)UK | US9 (9 Wo.)US | Rock3 (9 Wo.)Rock | Erstveröffentlichung: 13. November 2012 Verkäufe: + 100.000     |
| 2012 | ¡Tré! Reprise Records (WMG)                       | DE17 (7 Wo.)DE | AT8 (6 Wo.)AT | CH14 (5 Wo.)CH | UK31 Silber · (4 Wo.)UK | US13 (8 Wo.)US | Rock3 (6 Wo.)Rock | Erstveröffentlichung: 11. Dezember 2012 Verkäufe: + 60.000      |
| 2016 | Revolution Radio Reprise Records (WMG)            | DE2 (13 Wo.)DE | AT4 (11 Wo.)AT | CH2 (14 Wo.)CH | UK1 Gold · (14 Wo.)UK | US1 (15 Wo.)US | Rock1 (17 Wo.)Rock | Erstveröffentlichung: 7. Oktober 2016 Verkäufe: + 125.000       |
| 2020 | Father of All Motherfuckers Reprise Records (WMG) | DE2 (4 Wo.)DE | AT2 (4 Wo.)AT | CH1 (6 Wo.)CH | UK1 (4 Wo.)UK | US4 (3 Wo.)US | Rock1 (3 Wo.)Rock | Erstveröffentlichung: 7. Februar 2020                           |
| 2024 | Saviors Reprise Records (WMG)                     | DE2 (6 Wo.)DE | AT2 (6 Wo.)AT | CH3 (6 Wo.)CH | UK1 Silber · (4 Wo.)UK | US4 (3 Wo.)US | Rock1 (2 Wo.)Rock | Erstveröffentlichung: 19. Januar 2024 Verkäufe: + 60.000        |

grau schraffiert: keine Chartdaten aus diesem Jahr verfügbar

## Auszeichnungen (Auswahl)
- Amadeus Austrian Music Award
  - 2006: „Album des Jahres international“ (American Idiot)

- American Music Awards
  - 2005: „Favorite Alternative Artist“ und „Favorite Pop/Rock Album“ (American Idiot)
  - 2009: „Favorite Alternative Rock Artist“

- Billboard Music Awards
  - 2005: Billboard 200 Album Group of the Year
  - 2005: Pop Group of the Year
  - 2005: Hot 100 Group of the Year
  - 2005: Rock Artist of the Year
  - 2005: Rock Single of the Year (Boulevard of Broken Dreams)
  - 2005: Modern Rock Artist of the Year

- Bravo Otto
  - 1995: „Band Rock“ in Bronze
  - 2005: „Band Rock“ in Silber

- Brit Awards
  - 2006: „Best International Album“ (American Idiot) und „Best International Group“

- ECHO
  - 2005: „Gruppe International“
  - 2010: „Bester Rock / Alternative / Heavy Metal International“

- Grammy Awards
  - 1995: „Bestes Alternative-Album“ (Dookie)
  - 2005: „Bestes Rock-Album“ (American Idiot)
  - 2006: „Single des Jahres“ (Boulevard of Broken Dreams)
  - 2010: „Bestes Rock-Album“ (21st Century Breakdown)
  - 2011: „Bestes Musical-Show-Album“ (American Idiot: The Original Broadway Cast Recording)

- MTV Australia Video Music Awards
  - 2005: „Beste Gruppe“ und „Bestes Rockvideo“ (American Idiot)
  - 2006: „Beste Gruppe“

- MTV Europe Music Awards
  - 2005: „Bester Rock-Künstler“ und „Bestes Album“ (American Idiot)
  - 2009: „Best Rock Act“
  - 2019: „Best Rock“

- MTV Video Music Awards
  - 1998: „Best Alternative Video“ (Good Riddance (Time of your Life))
  - 2005: „Video of the Year“, „Best Group Video“, „Best Rock Video“, „Best Direction“, „Best Editing“ und „Best Cinematography“ (alle für Boulevard of Broken Dreams) sowie „Viewer’s Choice“ (American Idiot)
  - 2009: „Best Rock Video“, „Best Cinematography“ und „Best Direction“ (alle für 21 Guns)